# Mine to Keep
Mine to Keep er en amerikansk stumfilm fra 1923 af Ben F. Wilson.

## Medvirkende
- Bryant Washburn som Victor Olney
- Mabel Forrest som Constance Rives
- Wheeler Oakman som Clint Mowbray
- Charlotte Stevens som Carmen Joy
- Laura La Varnie som Mrs. Joy
- Peaches Jackson
- Michael D. Moore